# Walter Bechtold
Walter Bechtold (* 25. Juli 1947 in Frankfurt am Main) ist ein ehemaliger deutscher Fußballspieler.

## Laufbahn
Vom SV Nieder-Wöllstadt kam Walter Bechtold 1962 in die Jugendabteilung von Eintracht Frankfurt. Seine technischen Fertigkeiten in Verbindung mit einer ausgeprägten Schusskraft führten das Offensivtalent im Jahre 1965 in die DFB-Jugend. Den ersten Einsatz in der Jugendnationalmannschaft hatte Bechtold am 21. März 1965 in Oberhausen gegen Ungarn, wo er den Ehrentreffer bei der 1:2-Niederlage beisteuerte. Im April 1965 gehörte er auch beim UEFA-Juniorenturnier der DFB-Mannschaft – mit den Mitspielern Norbert Nigbur, Berti Vogts, Egon Köhnen, Karl-Heinz Kamp, Ludwig Bründl – bei den Spielen gegen Luxemburg, Griechenland und der Tschechoslowakei an.
Seine Profikarriere begann Bechtold 1965 bei Eintracht Frankfurt. Er wurde am 20. November 1965 beim 6:2-Sieg gegen Borussia Neunkirchen mit 18 Jahren zum bis heute jüngsten Bundesligaspieler, der einen Dreierpack erzielte. Der torgefährliche Mittelfeldspieler erzielte in seinen vier Jahren bei der Eintracht in 74 Bundesligaspielen 33 Tore, wurde jedoch nie Stammspieler. 1969 wechselte er zum Lokalrivalen Kickers Offenbach in die Regionalliga. Mit den Offenbachern erlebte er dann gleich seine erfolgreichste Saison: Zunächst stieg er als Meister der Regionalliga Süd in die Bundesliga auf und gewann anschließend das Finale des DFB-Pokals mit 2:1 gegen den 1. FC Köln. Mit diesem Sieg qualifizierte sich seine Mannschaft für den Europapokal der Pokalsieger. Sie schied allerdings 1970 bereits in der ersten Runde gegen den belgischen Vertreter FC Brügge aus. Bechtold stieg im darauf folgenden Jahr gleich wieder aus der Bundesliga ab und spielte noch ein Jahr für die Offenbacher in der Regionalliga, ehe er zum SV Darmstadt 98 wechselte. Insgesamt kam er zu 94 Einsätzen für den OFC in denen er 29 Tore schoss. Mit Darmstadt stieg er 1978 als Meister der 2. Bundesliga erneut in die Bundesliga auf und ein Jahr später wieder ab. Für Darmstadt 98 absolvierte er von 1974 bis 1980 in der 2. Bundesliga 176 Spiele und erzielte dabei 48 Tore. Insgesamt kam er zu 289 Einsätzen für den SV Darmstadt 98 in denen er 55 Tore schoss. In den letzten Jahren dirigierte er überwiegend als Libero das Spiel der Darmstädter. Nach der Saison 1979/80 beendete er bei den Lilien seine aktive Laufbahn. Er brachte es insgesamt auf 131 Bundesliga-Einsätze, bei denen er 46 Tore erzielte.
Bei den Vereinen Usinger TSG in der Saison 1980/81, FVgg. Kastel 06 von 1981 bis Dezember 1982 und FC Rhein-Main ließ er seine Laufbahn im Amateurlager ausklingen.